# Mario Gallo (produttore)
Mario Gallo (Rovito, 18 febbraio 1924 – Roma, 19 giugno 2006) è stato un giornalista, critico cinematografico, sceneggiatore, regista, documentarista e produttore italiano.

## Biografia
Ha insegnato strumenti e metodologie della produzione editoriale e produzione audiovisiva presso la Libera università internazionale degli studi sociali Guido Carli di Roma e produzione ed economia audiovisiva al Centro sperimentale di cinematografia.
Con la società della Filmalpha ha prodotto diversi film e telefilm.
È stato responsabile dal 1954 al 1974 della Commissione Cinema del Partito Socialista Italiano, segretario del Sindacato critici e giornalisti cinematografici, vice presidente dell'Unione Produttori, presidente dell'Italnoleggio Cinematografico e dell'Ente Autonomo Gestione e Cinema (Cinecittà, Istituto Luce e Italnoleggio).
Come produttore esecutivo ha realizzato numerosi film tra i quali Roma, regia di Federico Fellini; La caduta degli dei, regia di Luchino Visconti; La tenda rossa, regia di Michail Konstantinovič Kalatozov; Allonsanfàn, regia di Paolo e Vittorio Taviani; Partner, regia di Bernardo Bertolucci; Nel nome del padre, regia di Marco Bellocchio; L'udienza, regia di Marco Ferreri; Il portiere di notte, regia di Liliana Cavani.

### Premio Mario Gallo
Dal 2007 la Cineteca della Calabria organizza il Premio Mario Gallo, assegnato a cineasti italiani e internazionali che si sono distinti nel loro settore.

## Filmografia

### Produttore
- Le stagioni del nostro amore, regia di Florestano Vancini (1966)
- Bronte: cronaca di un massacro che i libri di storia non hanno raccontato, regia di Florestano Vancini (1971)
- Morte a Venezia, regia di Luchino Visconti (1971)
- Cuore di cane, regia di Alberto Lattuada (1976)
- Il deserto dei tartari, regia di Valerio Zurlini (1976)
- Circuito chiuso, regia di Giuliano Montaldo (1978)
- Ecce bombo, regia di Nanni Moretti (1978)
- I vecchi e i giovani, regia di Marco Leto - serie TV (1979)
- Maledetti vi amerò, regia di Marco Tullio Giordana (1980)
- La caduta degli angeli ribelli, regia di Marco Tullio Giordana (1981)
- Io e il duce, regia di Alberto Negrin (1985)
- L'Achille Lauro - Viaggio nel terrore, regia di Alberto Negrin (1990)
- Un cane sciolto, regia di Giorgio Capitani (1990)
- La frontiera, regia di Franco Giraldi (1996)
- Un'isola d'inverno, regia di Gianluigi Calderone (1997)

### Sceneggiatore
- Cuore di cane, regia di Alberto Lattuada (1976)
- Circuito chiuso, regia di Giuliano Montaldo (1978)
- Gli anni struggenti, regia di Vittorio Sindoni (1979)
- La caduta degli angeli ribelli, regia di Marco Tullio Giordana (1981)
- A proposito di quella strana ragazza, regia di Marco Leto (1989)

## Pubblicazioni
- Cinema & dintorni - Quello che la comunicazione non comunica e perché, Emmefilm, Roma, 2006